# ブリーガ・アルタ
ブリーガ・アルタ（イタリア語: Briga Alta）は、イタリア共和国ピエモンテ州クーネオ県にある、人口約50人の基礎自治体（コムーネ）。
ピエモンテ州最南端で、フランスとの国境に位置する。イタリア国内で定住人口が最小規模のコムーネの一つであり、人口密度が 1 人/km² を下回るイタリア唯一のコムーネである（2011年現在）。

## 名称
標準イタリア語以外では以下の名称を持つ。
- リグリア語ブリガスク方言 (en) : ra Briga Auta
- リグリア語: Briga Auta

自治体名は、高地（alta）ブリーガを意味する。

## 地理

### 位置・広がり

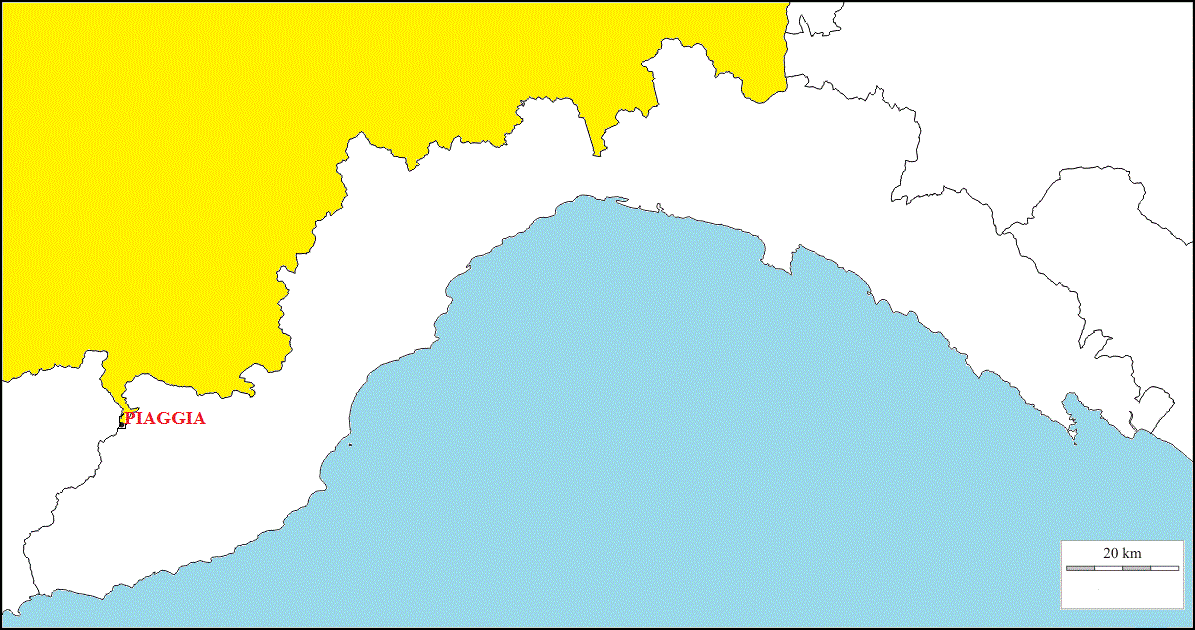
首邑ピアッジャは、ピエモンテ州（黄）がリグーリア州に突き出た部分に所在する

ブリーガ・アルタは、クーネオ県最南端（ひいてはピエモンテ州最南端）のコムーネであり、西はフランスとの国境となっている。コムーネの領域は伊仏国境に沿って南北に細長く、南のインペリア県（リグーリア州）に突き出す形になっている。また、北西に飛び地がある。
行政上の中心地（Capoluogo）となっているピアッジャ（Piaggia）は、コムーネ最南部に位置する。ピアッジャは、タンドから東へ12km、インペリアから北西へ31km、県都クーネオから南南東へ37km、ニースから北東へ57km、州都トリノから南へ110kmの距離にある。
コムーネ北部には分離集落ウペガ（Upega）とカルニーノ（Carnino）がある。ウペガはピアッジャから北北西へ5km、カルニーノはウペガから北北東へ2kmという位置関係にある。ピアッジャとウペガを自動車で結ぶ道路は、約10kmにわたってリグーリア州内（インペリア県メンダーティカの村域内）を通っており、しかもサルセ峠（Colletta delle Salse）を越えなければならない。
この村は、民族的・言語的な一体性を有するテッラ・ブリガスカ (it:Terra brigasca) と呼ばれる、伊仏国境にまたがる地域の一部である。かつてはブリーガ・マリッティマ（現在はフランス領ラ・ブリギュ。ピアッジャから西へ11km）を中心とする自治体の一部であったが、第二次世界大戦後にイタリアとフランスの国境がリグリア・アルプスの主稜線上に移動された（主稜線西側のイタリア領がフランス領に編入された）際、主稜線東側（タナーロ川流域）にあたるピアッジャ、ウペガとカルニーノがイタリア領にとどまり、ブリーガ・アルタとなった。

#### 隣接コムーネ
隣接するコムーネは以下の通り。括弧内のIMはインペリア県所属。FRはフランス領を示し、FR-06はアルプ＝マリティーム県所属。
- キウーザ・ディ・ページオ - 北
- ロッカフォルテ・モンドヴィ - 北
- オルメーア - 北東
- コージオ・ディ・アッローシャ (IM) - 東
- メンダーティカ (IM) - 南東
- トリオーラ (IM) - 南
- ラ・ブリギュ（英語版、フランス語版） (FR-06) - 南西
- タンド (FR-06) - 西
- リモーネ・ピエモンテ - 北西

### 地勢

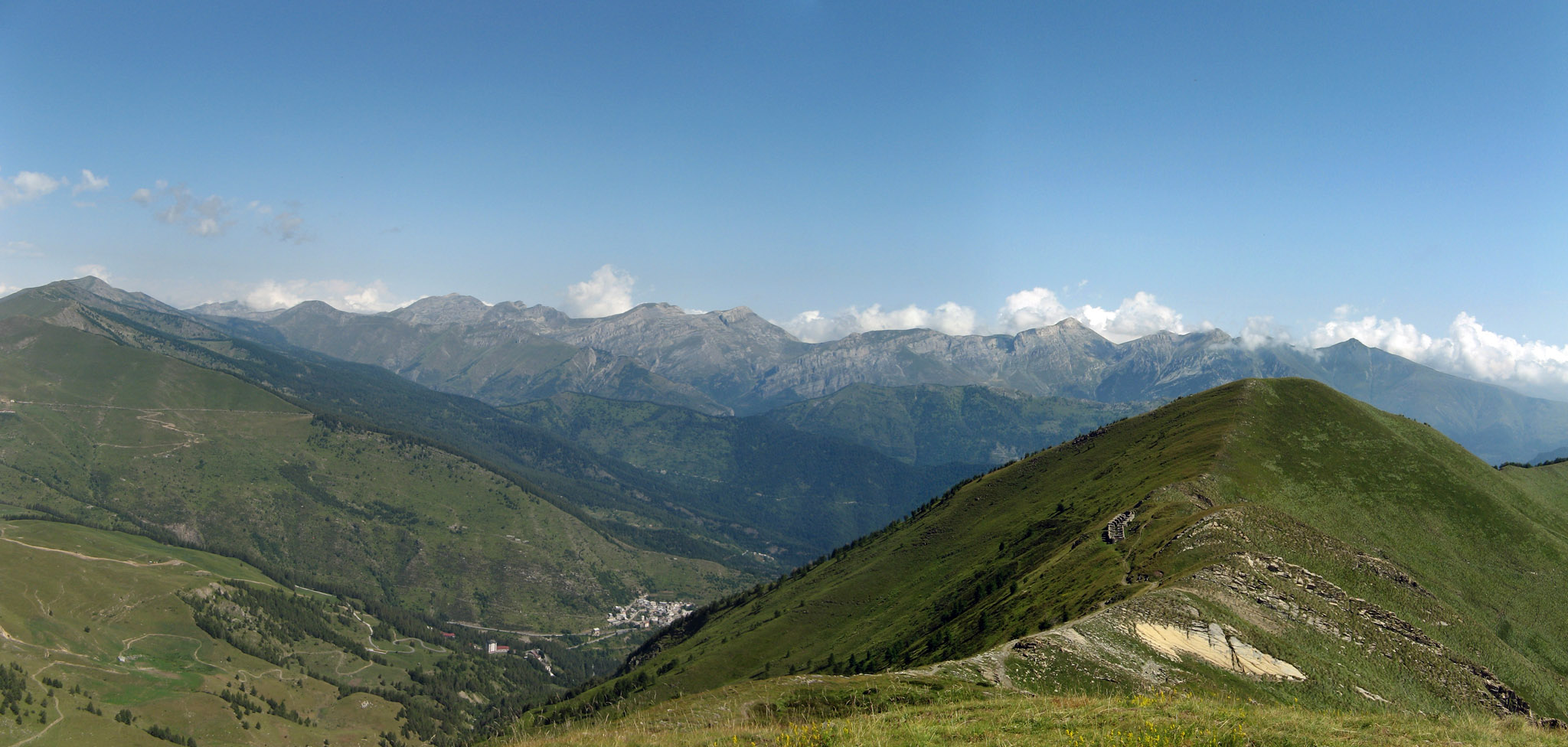
モンテ・フロンテから北への眺望。中央にピアッジャ集落、後方の山地の最高峰がマルグアレイス山。

伊仏国境となっているリグリア・アルプス主稜線の東麓にあたる地域で、タナーロ川の最上流部に位置している。タナーロ川の源流部にあたる2つの河川が源を発する。
コムーネの最高地点は、コムーネ北西部に位置し、フランスとの国境にある マルグアレイス山（2651 m）である。マルグアレイス山はリグリア・アルプスの最高峰である。
このほか、主稜線上にベルトランド山 (it:Monte Bertrand) （2481 m）や、サッカレッロ山 (Monte Saccarello) （2200 m、フランス語名：モン・サカレル）といった山々がある。コムーネ最南部に位置するサッカレッロ山はフランス領およびリグーリア州との交点となっており、またリグーリア州最高峰である。

## 歴史
このコムーネは、かつてのブリーガ・マリッティマ（Briga Marittima、現在はフランス領ラ・ブリギュ）の一部であった。
この一帯はもともとはニース（ニッツァ）伯領 (County of Nice) で、中世以来「イタリア」と「フランス」の間で複雑な領有権の変更があった地域である。中世初期にはプロヴァンス伯が支配し、14世紀以来サヴォイア家の領土となった。19世紀にはフランスとイタリア（サヴォイア家のサルデーニャ王国、のちイタリア王国）の間で複雑な領有の変更が行われた。1860年、ニース伯領のうちニース市を含む大部分はフランスに編入されたが、タンド（イタリア語名: テンダ Tenda）やラ・ブリギュ（ブリーガ・マリッティマ）など山間部はイタリア領にとどまった。
第二次世界大戦終結後の1947年に結ばれたパリ条約では、アルプス付近の5か所で伊仏国境の変更（イタリア領からフランス領への編入）が行われた (Territorial evolution of France#The National territory since 1945) 。ブリーガ・マリッティマを含むタンド周辺地域は、その中でも最も大きな変更が行われた地域で、リグリア・アルプス主稜線上に国境線が移され、広い地域がフランス領に編入された。1947年2月10日、ブリーガ・マリッティマの大部分はフランス領となったが、主稜線東側のピアッジャ、ウペガとカルニーノがイタリア領として残り、ブリーガ・アルタとなった。もともとのブリーガ・マリッティマを主稜線で分割したために、イタリア側のブリーガ・アルタにも、フランス側のラ・ブリギュにも、それぞれ飛地が生じている。

## 行政

### 山岳部共同体
広域行政組織である山岳部共同体「アルト・タナーロ・チェバーノ・モンレガレーゼ山岳部共同体」 (it:Comunità montana Alto Tanaro Cebano Monregalese) （事務所所在地: チェーヴァ）を構成するコムーネの一つである。

## 文化・観光
マルグアレイス山一帯は、マルグアレイス自然公園 (it:Parco naturale del Marguareis) として指定されている。

## 交通

### 道路

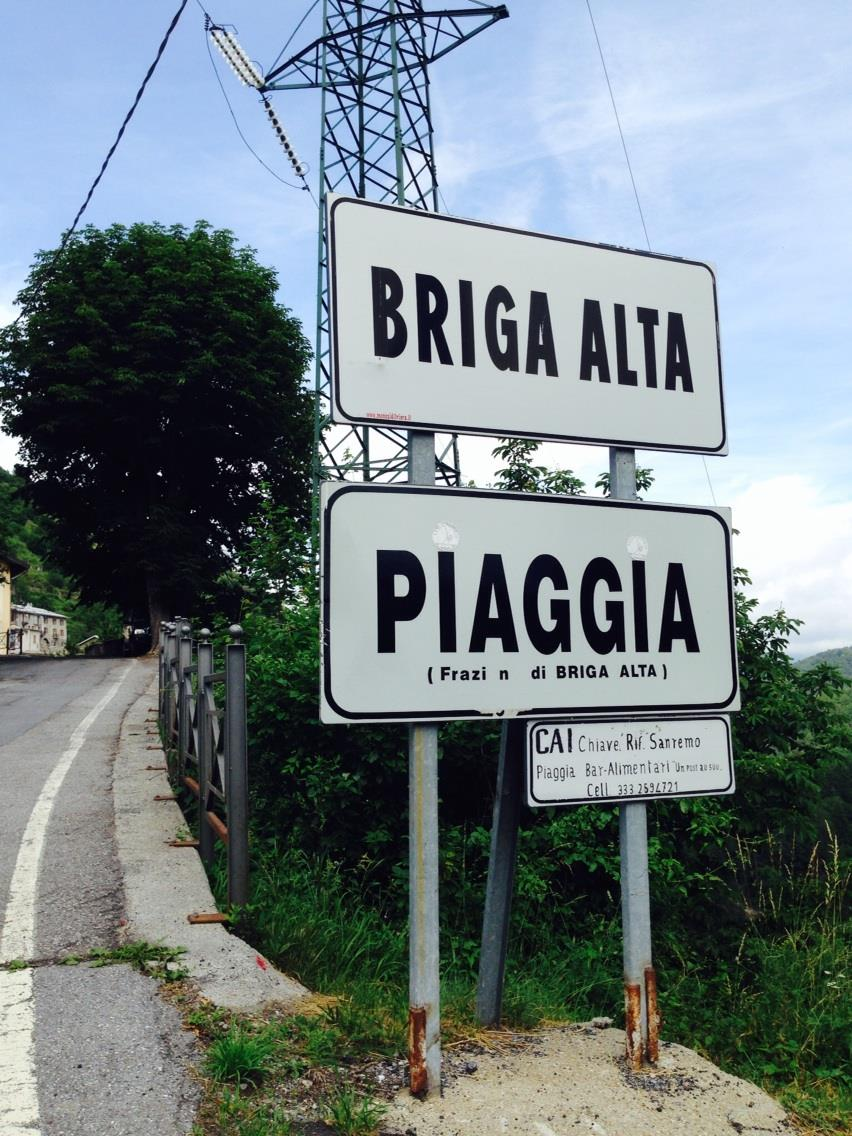
ピアッジャ集落入口の標識

コムーネ内に国道は通っていない。コムーネの東方約10kmの地点に、フォッサーノ（クーネオ県）とインペリア（インペリア県）を結ぶ国道28号線（SS28） (it:Strada statale 28 del Colle di Nava) が南北に走っており、コムーネ内の県道はいずれもSS28と接続している。インペリアからはピアッジャまで自動車で約1時間、フォッサーノからは約1時間半の旅程である。
ピアッジャには、インペリア県側から県道1号線（SP1）がつながっている。ピアッジャから東へSP1をたどれば、ポルナッシオの北でSS28に合流する。SP1からは南東へ分岐する県道（SS3）があるが、これもピエーヴェ・ディ・テーコでSS28に合流する。
ピアッジャとウペガとの間は道路で結ばれているが、ピアッジャから北へ向かうこの道路は先述の通りインペリア県内を通っており、インペリア県道97号線（SP97）と呼ばれる。ウペガの南方で再び県境を越えるとこの道路はクーネオ県道154号線（SP154）となる。SP154はウペガからは北東へタナーロ川沿いに走っており、ポンテ・ディ・ナーヴァ (it:Ponte di Nava) （オルメーアの分離集落）でSS28と合流する。
かつての本村であるラ・ブリギュは、直線距離にして11kmとはいえ、山脈を隔てたブリーガ・アルタとの交通は不便である。自動車で在来道のみを用いてピアッジャからラ・ブリギュに向かうには、一旦南東へピエーヴェ・ディ・テーコに出てから山間をつづら折りでたどり、Baisse de Sanson で国境の山脈を越える県道（SP17）をたどる必要があり、道のりにして104km、約3時間かかる。南へインペリア、あるいは北へクーネオに出て高速道路を一部利用する方法で、約2時間半の旅程である。